# Правительство Пфлимлена
Правительство Пфлимле́на — кабинет министров, правивший Францией 15 дней с 13 мая по 28 мая 1958 года, в период Четвёртой французской республики, в следующем составе:
- Пьер Пфлимлен — председатель Совета министров;
- Ги Молле — вице-председатель Совета министров;
- Рене Плевен — министр иностранных дел;
- Морис Фор — министр внутренних дел
- Пьер де Шевинье — министр вооружённых сил;
- Эдгар Фор — министр финансов, экономических дел и планирования;
- Поль Рибейр — министр торговли и промышленности;
- Поль Бакон — министр труда и социального обеспечения;
- Робер Лекур — министр юстиции;
- Жак Борденёв — министр национального образования;
- Венсан Бади — министр по делам ветеранов и жертв войны;
- Ролан Боскари-Монссервен — министр сельского хозяйства;
- Андре Колен — министр заморских территорий;
- Эдуар Боннефуз — министр общественных работ, транспорта и туризма;
- Андре Марозелли — министр здравоохранения и народонаселения;
- Пьер Гаре — министр реконструкции и жилищного строительства;
- Эдуар Корнильон-Молинье — министр по делам Сахары;
- Феликс Уфуэ-Буаньи — государственный министр.

Изменения
- 17 мая 1958 года — Морис Фор становится министром по делам европейских институтов; Жюль Мок наследует Фору как министр внутренних дел; Альбер Газье входит в министерство как министр информации; Макс Лежён наследует Уфуэ-Буаньи как государственный министр.